# جوني داريل
جوني داريل (بالإنجليزية: Johnny Darrell)‏ هو كاتب أغاني أمريكي، ولد في 23 يوليو 1940 في Hopewell, Cleburne County, Alabama ‏ في الولايات المتحدة، وتوفي في 7 أكتوبر 1997 في كينيساو في الولايات المتحدة.

## وصلات خارجية
- جوني داريل على موقع ميوزك برينز (الإنجليزية)
- جوني داريل على موقع أول ميوزيك (الإنجليزية)
- جوني داريل على موقع ديسكوغز (الإنجليزية)